# Aleksey Slepov
Alexey Slepov, né le 19 décembre 1986 à Radoujny, est un biathlète et ancien fondeur russe. 

## Biographie
Alexe Slepov est à l'origine un fondeur qui fait ses débuts internationaux en fin d'année 2007. Il démarre en Coupe du monde en 2010, marquant des points à cette occasion (22e à Otepää).
Il se redirige vers le biathlon pour la saison 2011-2012. Dès sa première course de Coupe du monde à Östersund, il entre dans les points (top 40). En 2013, il réalise son premier top dix individuel, une 9e place sur le sprint de Sotchi.
En décembre 2015, il est quatrième du sprint de Pokljuka. Entre-temps, il remporte le classement général de l'IBU Cup en 2014.
En 2015, il devient triple champion d'Europe en sprint, poursuite et relais.

## Palmarès en biathlon

### Coupe du monde
Son meilleur classement général est une 32e place obtenue en 2016. 

#### Différents classements en Coupe du monde
| Année     | Classement général final |
| 2012-2013 | 55e                      |
| 2013-2014 | 72e                      |
| 2014-2015 | 70e                      |
| 2015-2016 | 32e                      |

### Championnats d'Europe
Lors de l'édition 2015 des Championnats d'Europe de biathlon disputée à Otepää, il domine la compétition avec trois titres (sprint, poursuite et relais). Aux Championnats d'Europe 2017, il gagne la médaille de bronze à l'individuel.

### IBU Cup
Il remporte le classement général en 2014.
Il compte 22 podiums individuels pour 8 victoires.

## Palmarès en ski de fond

### Coupe du monde
Il a pris trois départs en Coupe du monde de ski de fond, et termine à chaque fois dans les points avec comme meilleure performance une quatorzième place.

#### Différents classements en Coupe du monde
| Saison / Épreuve | Saison / Épreuve | Général | Général | Distance | Distance | Sprint | Sprint |
| ---------------- | ---------------- | ------- | ------- | -------- | -------- | ------ | ------ |
| Saison / Épreuve | Saison / Épreuve | Class.  | Points  | Class.   | Points   | Class. | Points |
| 2010             | 2010             | 123e    | 27      | 78e      | 27       | -      | -      |
| 2011             | 2011             | 142e    | 10      | 89e      | 10       | -      | -      |

### Championnats du monde des moins de 23 ans
Dans les Championnats du monde junior de ski nordique, il a remporté une médaille de bronze de la poursuite 30 km dans la catégorie des moins de 23 ans.

### Championnats de Russie
Il est champion du quinze kilomètres libre en 2010.